# عبد العزيز بن عبد الله الأويسي
أبو القاسم عبد العزيز بن عبد الله بن يحيى بن عمرو بن أويس بن سعد بن أبي سرح القرشي العامري المدني المعروف بالأويسي. توفي حوالي 211 هـ أو 220 هـ أحد العلماء ومن رواة الحديث عند أهل السنة والجماعة. من أهل المدينة. من كبار شيوخ البخاري، وسمع الكثير من الموطأ من مالك وسمع الباقي قراءة.

## أقوال العلماء فيه
قال يعقوب ابن شيبة: «ثقة» وكذلك قال أبو داود. وقال ابن أبي حاتم عن أبيه: «هو أحب إلي من يحيى بن بكير.» وقال: «وسئل أبي عنه فقال صدوق.» وذكره ابن حبان في الثقات. وقال الدارقطني: «حجة.» وقال الخليلي: «ثقة متفق عليه.»

## شيوخه وتلاميذه
- شيوخه ومن روى عنهم:[4]

حدث عن: عبد العزيز الماجشون، ومحمد بن جعفر بن أبي كثير، ونافع بن عمر الجمحي، ومالك بن أنس، وعبد الله بن جعفر المخرمي، وعبد الله بن يحيى بن أبي كثير، وابن لهيعة، وسليمان بن بلال، وإبراهيم بن سعد، وطبقتهم.
- تلاميذه ومن روى عنه:[4]

عنه: البخاري، وروى أبو داود، والترمذي، ومحمد بن ماجه له بواسطة، وهارون الحمال، ومحمد بن يحيى الذهلي، وعبد الله بن أبي زياد القطواني (1) ، وأبو زرعة الرازي، وأبو حاتم الرازي، وعبد الله بن شبيب، ومحمد بن إسماعيل الترمذي، وآخرون.